# 龔守忠
龚守忠，字葵仲，號二酉，湖广宝庆府邵阳县民籍。明朝政治人物。

## 生平
萬曆三十四年（1606年）丙午科湖广鄉試舉人，天启二年（1622年）壬戌科進士。通政司观政，五年（1625年）授大理寺左评事，崇祯三年（1630年）考选，擢福建道御史，管理十库，差巡视南城，崇祯四年疏劾考功郎中程国祥通贿，国祥疏辩。帝褒以清执，下都察院核奏，事得白，守忠坐褫官。

## 家族
曾祖龔襲；祖父龔顯章；父龔卿，习儒；母盧氏。永感下。兄守礼，弟守智，庠生、守信。娶陈氏，继唐氏。子尔仕，庠生、尔仁、尔直。